# Брайтенфельде
Брайтенфельде (нем. Breitenfelde) — община в Германии, в земле Шлезвиг-Гольштейн. 
Входит в состав района Герцогство Лауэнбург. Подчиняется управлению Брайтенфельде.  Население составляет 1788 человек (на 31 декабря 2010 года). Занимает площадь 12,53 км².

Брайтенфельде